# Eva Kačírková
Eva Kačírková, rozená Navrátilová (26. ledna 1937 Olomouc – 10. listopadu 2023), byla česká spisovatelka, autorka detektivních příběhů, pedagožka, publicistka, scenáristka a herečka.

## Život a dílo
Po maturitě na jedenáctileté střední škole, dnešním Slovanském gymnáziu, v roce 1955 pokračovala na Vysoké škole pedagogické v Olomouci, nynější Pedagogické fakultě Univerzity Palackého v Olomouci, kde studovala biologii a chemii, obory, které se v současnosti (2022) studují na Přírodovědecké fakultě Univerzity Palackého. Po skončení studia v roce 1959 učila na základních školách v okolí Olomouce. V roce 1962 odešla do Prahy, živila se jako laborantka, zpočátku ve Výzkumném ústavu antibiotik v Roztokách u Prahy, poté ve Výzkumném ústavu živočišné výroby v Uhříněvsi. Od roku 1965 s přerušením z důvodu mateřské dovolené pracovala jako administrativní pracovnice v Armabetonu Praha, dále v podniku zahraničního obchodu Metalimex a v Projektovém ústavu hlavního města Prahy.
Od roku 1973 se začala věnovat literatuře. Přispívala do novin a časopisů, například Československý voják, Interpress, Ohníček, Pionýr nebo Signál. V řadě dalších periodik. např. ve Vlastě, Květech, Mladé frontě, Cosmopolitanu a dalších uveřejňovala na pokračování svoje povídky, které posléze vydala knižně. Její knihy vyšly i v němčině, ruštině a slovenštině.
Prosadila se i jako scenáristka a herečka. S režisérkou Věrou Chytilovou spolupracovala na scénářích několika filmů a zde se také uplatnila ve vedlejších rolích.

## Výběr z publikací
- 1975 – Masožravé rostliny – soubor šesti detektivních povídek
- 1981 – Abchazský med – soubor detektivních povídek; ilustrace Jaroslav Fišer
- 1985 – Povídky s tajemstvím – v dalším vydání vyšly pod názvem Svědek, který nedržel zobák (1998) – kniha pro mládež; ilustrace Barbora Kyšková
- 1987 – Jak si vosa staví hnízdo/Pohled do slunce
- 1988 – Výprodej obnošených snů – psychologický román
- 1992 – Nájemný vrah – sešitová série osmnácti kriminálních příběhů
- 1998 – Léčky a pasti – novela o vzájemném propojení podnikatelské a politické sféry na českém maloměstě
- 1999 – Dokažte mi to – patnáct detektivních povídek

## Scenáristka a herečka
- 1978 – Hra o jablko – spolupráce na scénáři a herecká role sekretářky
- 1979 – Panelstory aneb Jak se rodí sídliště – spolupráce na scénáři a herecká role Marie[4]
- 1983 – Faunovo velmi pozdní odpoledne – drobná role
- 1998 – Pasti, pasti, pastičky – spolupráce na scénáři a role paní Bachové
- 2006 – Hezké chvilky bez záruky

## Ocenění
- 1995 – Cena Havran – první místo v kategorii Nejlepší povídka (za detektivní povídku napsanou či publikovanou v předchozím roce). Povídka má název Noční strach a je uvedena v povídkové sbírce Dokažte mi to[5]
- 1999 – Cena Havran – třetí místo v kategorii Nejlepší povídka (za detektivní povídku napsanou či publikovanou v předchozím roce). Povídka má název Zloděj koní a je uvedena v povídkové sbírce Dokažte mi to[6]